# 暗黒の儀式
『暗黒の儀式』（あんこくのぎしき、原題：英: The Lurker at the Thereshold）は、アメリカ合衆国のホラー小説家オーガスト・ダーレスによる長編小説。
ハワード・フィリップス・ラヴクラフト（以下HPLとも）の断章『ニューイングランドにて異形の悪魔のなせし邪悪なる妖術につきて』をダーレスが書き上げたものであり、両者の合作として発表された。
クトゥルフ神話作品であり、ダーレス神話作品の1つ。ダーレスが設立したアーカムハウスから1945年に単行本で刊行された。邦題は意訳であり、原題『The Lurker at the Thereshold』は、「戸口に潜むもの」ヨグ＝ソトースを指す。

## 概要
ダーレスが、HPL&ダーレス合作の名義で発表した作品の第1号。これらの作品群は、名義とは裏腹にほとんどダーレスが創作したものであるが、『暗黒の儀式』に関してはHPLの未発表草稿がまるごと組みこまれており、看板に偽りない。尤も内容はダーレス神話であり、HPLオリジナルとは異なっている。
作中時は1923-1924年、舞台はダニッチの近郊。HPLの妖術師とヨグ＝ソトースの系譜を、ダーレスが継承した作品。視点人物を変えて3章で構成されている。青心社文庫（クト6）で240ページほどあり、ダーレスのクトゥルフ神話では、5部作『永劫の探究』に次ぐボリュームがある。リチャード時代の怪事件を牧師が著書で解説した部分が、HPLのオリジナル草稿部分である。
ダーレスが創造して多用した旧神の印が本作にも登場する。このアイテムは諸作品で設定が変遷するが、本作にて登場した五芒星形の石の表面に描かれた「＜炎＞」マークという描写が、以降の作品では標準設定となる。旧神の印が本作のキーアイテムとなることは、HPLの草稿時点から決まっており、ダーレスによるアレンジではない。また事件後には、ビリントン屋敷の資料や蔵書が回収され、ミスカトニック大学付属図書館に収蔵された。
邪神オサダゴワアの初出となった作品である。HPLの草稿に既に書かれており、オサダゴワアを創造したのはHPLである。オサダゴワアは、ツァトゥグァの息子であるが、作中で本当にそうなのかは怪しいものとなっている。これは、最初はオサダゴワアの話のように描かれているが、最終的にはヨグ＝ソトースの話になるからである。ツァトゥグァを作ったのはスミスだが、オサダゴワアを作ったのはHPLで、オサダゴワアを作品に出して発表したのはダーレスである。

## 評価・影響
E. F. Bleilerは、HPLのパスティーシュとして最高の小説と評価しつつ、ニューイングランドの情景に説得力がなく、HPL的な技法は成功していないと述べている。Baird Searlesは好意的に評価しており、ダーレスはHPLが避けたモダンな言及をしているにもかかわらず雰囲気が素晴らしいほどに邪悪と述べている。S・T・ヨシは、導入はよいがすぐ劣化して、旧支配者と旧神の単純な善悪闘争になると述べている。
東雅夫は『クトゥルー神話事典』にて「全神話作品中でも屈指の大作。ラヴクラフトの一連の長編のような完成度や構想の妙には乏しく、やや冗長の感はまぬかれないものの、随所にダーレス神話の詳細が呈示されている点、やはり必読の作品といえる。ちなみに本編は1923年から翌年にかけての出来事と設定されているが、ラヴクラフトの『ダニッチの怪』は1928年の出来事。ふたつの<ヨグ＝ソトース>物語」を読み較べてみると興味深い発見があるにちがいない」と解説している。
また、東雅夫は同書にて、本作品がスペインやドイツにもいち早く翻訳紹介されて好評を博したようであると解説し、また本作品を皮切りに幾つかある合作を「アーカムハウスの目玉商品」と表現している。また「ヨーロッパでは、『暗黒の儀式』がラヴクラフトの代表作の一つとして受容されたという史的経緯がある」とも解説されている。
山本弘は『クトゥルフ・ハンドブック』にて本作を「ダーレスによるミステリ調の力作長編」と評した。
那智史郎は、HPL&ダーレス作品の中で本作と『生きながらえるもの（爬虫類館の相続人）』の2作を最も出来が良いと評価している。
敵が不可解で話も混乱していることについて、リン・カーター、ロバート・M・プライス、森瀬繚などが指摘しており、彼らにより続編が書かれている。
ロバート・M・プライスの『The Round Tower』（未訳）という作品は、『暗黒の儀式』の第3章だけを書き直したものである。ダーレスの『暗黒の儀式』は、ストーリーがオサダゴワアで始まったのにヨグ＝ソトースになってしまったが、プライス版ではオサダゴワアで一貫している。ラファム博士とウィンフィールドは登場せず、2章で登場したアーミティッジ・ハーパー博士が主人公になる。
1982年のハードカバー版は、クトゥルフ神話の日本語版翻訳にて、魔道書『妖蛆の秘密』に「ようしゅのひみつ」という読み方をつけた元祖である。

## あらすじ

### 18世紀
リチャード・ビリントンが、森の石塔で邪悪な妖術儀式を行い、やがて姿を消す。師のミスクアマカスは、リチャードは召喚した魔物オサダゴワアに食われ、自分は尻ぬぐいに魔物を塔に封印したと証言する。
時は流れて1787年、ある女性が子供を産むが、異形の子であった。姿を消したリチャードに似ていたと噂され、最終的には子供は焚刑に処される。これらの出来事は、アーカムのフィリップス牧師が文献「ニューイングランドにて異形の悪魔のなせし邪悪なる妖術につきて」に記録する。

### 19世紀初頭
リチャードの魂は舞い戻り、子孫のアリヤ・ビリントンに憑依する。1807年ごろ、塔と環状列石の近くの丘から怪音がするという噂が立ち、フィリップス師とドゥルーヴェンがアリヤに抗議を始め、森の調査を要求する。当初はアリヤは嫌だとつっぱねていたが、ついに根負けして許可を出す。2人はビリントン邸を訪れるも、牧師は訪問の記憶を失い、ドゥルーヴェンは帰路に消息を絶つ。半年後、ドゥルーヴェンがインスマスで変死体で発見されるが、この出来事は、アリヤとクアミスとビショップがイタカを召喚して起こした連続失踪怪死事件の一環である。
だがアリヤは、自らを操るリチャードの存在に気づき、五芒星形の石で塔を封印してイギリスに渡る。屋敷は封鎖され、クアミスの消息もわからなくなる。それからというもの、怪音の報告はなくなる。
アリヤのことは忘れ去られるものの、ビリントンの森は忌まれた場所となる。やがてアリヤはイギリスで没するものの、マサチューセッツの地所を相続するにあたっての遺言を残す。

### 第1章：ビリントンの森
1921年、アリヤの子孫であるアンブローズ・デュワートが、ビリントン屋敷を相続して移り住む。アリヤが遺言した厳命は、アンブローズにとっては奇妙なだけで何の効力もなさず、逆に興味を惹かれたアンブローズは地所を歩き回り、塔と環状列石を発見する。アンブローズは先祖の歴史に興味を抱き、屋敷に残されていた文書や古新聞を調べ始める。
アンブローズはまず少年ラバンの日記帳で概要をつかんだ後に、アリヤが2人の人物――フィリップス牧師&ドゥルーヴェンと諍いを起こしていたことを知る。ビリントンの森と石塔に関連づいた妖術の噂になっていたことまでは把握できたものの、細部は曖昧でわからなかった。そしてアンブローズは、リチャード時代のミスクアマカスと、アリヤ時代のクアミスの名前が似ていることに気づき、インディアンが情報を持っているかもしれないと思い至る。
アンブローズが調査のためにダニッチを訪れたところ、彼の容貌はまるでアリヤの再来と注目を浴びる。知り合ったビショップ夫人は、祖父ジョナサンの手紙をアンブローズに提供する。アンブローズは、アリヤの時代と、さらに過去のリチャードの時代に、よく似た失踪怪死事件が頻発していたことや、ドゥルーヴェンやジョナサンも犠牲者になっていたことを知る。
やがてアンブローズは悪夢を見る。夢の中でアンブローズは、一世紀前の塔にいて、召喚した魔物にダニッチの住人を生贄を捧げていた。目覚めた後、アンブローズは本当に夢だったのかを疑い、また誰かに監視されているような、まるで自分の中に2人の人間がいるような感覚を覚えて困惑する。さらに、ダニッチで再び失踪事件が起こった報道が伝わったことで、ショックを受けたアンブローズはボストンの住む従弟のスティーブンに緊急で来てほしいと手紙を書く。さらにアンブローズ自身の内からは、手紙を出すなという意識が沸き上がってくるも、強い意志で跳ねのけて、手紙を投函する。

### 第2章：スティーブン・ベイツの手記
スティーブンは手紙を受け取り、屋敷へと赴くが、出迎えたアンブローズに不機嫌な態度で応じられる。宿泊したスティーブンは、アンブローズが「いあ」「しゅぶ・にぐらす」「ないああらとてっぷ」など意味不明の詠唱を叫びながら夢うつつに歩く姿に遭遇し、落ち着かせる。ベッドに戻されたアンブローズはなおも「ヨグ＝ソトース」「るるいえ」などの寝言をつぶやいていた。スティーブンは、従兄が精神分裂症を患っているのではないかと疑う。スティーブンもまた資料を調べ、リチャードやアリヤが妖術に関与していたことを知る。さらにスティーブンも幻を見るようになる。2人は屋敷を離れて冬をボストンで過ごすが、春になるとアンブローズは強引に屋敷に戻る。
ビショップ夫人の説明を聞いたスティーブンは、ビリントン家の先祖が異次元の魔物と接触していたことや、石塔が召喚器として利用されていたこと、アンブローズの精神が異界の存在に浸食されつつあることを知り、青ざめる。そしてついにスティーブンは、アンブローズが夜の石塔で魔物を召喚する姿を目撃し、彼を「御主人さま」と呼ぶ人物との会話を聞く。翌朝アンブローズは、インディアンの男を手伝いに雇ったことをスティーブンに説明し、クアミスという名を聞いたスティーブンは慄然とする。

### 第3章：ウィンフィールド・フィリップスの物語
アンブローズとクアミスは、真意を伏せて、スティーブンに塔から五芒星形の石を取り外させる。
1924年4月7日、スティーブンがラファム博士のもとを訪れる。ウィンフィールドはスティーブンを精神病患者だと判定するが、ラファム博士はウィンフィールドに、旧支配者の存在について解説し、ビリントンの森の謎を分解していく。だがアンブローズはヨグ＝ソトースを召喚し、スティーブンにけしかけて殺す。スティーブン失踪の報と、ダイイングメッセージの手紙がラファム博士のもとに届く。
ラファム博士とウィンフィールドは、ビリントンの森へと赴き、スティーブンが埋めたと言っていた石を掘り出す。そのまま待ち伏せし、やって来たアンブローズとクアミスが暗黒の儀式を始めたところに奇襲をかける。ラファム博士は2人を拳銃で射殺し、続いて石を塔に戻してセメントで固め、封印を施したまま塔を倒して埋める。さらに屋敷の窓を完全に破壊し、屋敷内の文書は全て回収して図書館に持ち帰る。アンブローズは死によって解放され、とうに死んでいたクアミスもただの残骸に戻り、事件は終結する。だがウィンフィールドの記憶には、塔を破壊するときに目撃したヨグ＝ソトースの姿が焼き付いた。

## 主な登場人物

### 主人公と悪役
アンブローズ・デュワート
第1章の主人公（第1章は三人称体のため、語り手ではない）。学者肌で、探求を好む性格。1923年時点で50歳ほど。
息子を世界大戦で喪い、孤独の身となる。英国から、先祖代々の土地であるアーカムのビリントン屋敷に移住する。2章では精神分裂症のような振舞をみせるが、これはリチャードに憑依されたため。
スティーブン・ベイツ
第2章の主人公・語り手。アンブローズの従弟。1923年時点で47歳ほど。ボストン在住。職業は学者で、マサチューセッツ史の権威。
3章でラファム博士のもとを訪れて資料を提供した後、ヨグ＝ソトースに襲われて消息を絶つ。
セネカ・ラファム博士
第3章の主人公。ミスカトニック大学の人類学者。
スティーブンの手記や資料を受け取り、謎を解く。スティーブンの死を悟ると、ビリントンの森に赴いてアンブローズとクアミスを殺し、塔を破壊する。
後にリン・カーターの『陳列室の恐怖』にも登場する。
ウィンフィールド・フィリップス
第3章の語り手。ラファム博士の助手の青年。ウォード・フィリップス師の子孫。博士に同行してビリントンの森に赴き、ヨグ＝ソトースを目撃する。
後にリン・カーターの『陳列室の恐怖』に再登場し、続く『ウィンフィールドの遺産』にて主人公となる。
「御主人さま」
リチャード・ビリントンのことであり、おそらくリチャード以前にまでさかのぼる妖術師。ビショップ夫人による仮称であり、真の名は不明。
外世界につながる扉を開けるために、地上で暗躍している。もはや人間をやめており外世界と者と化していることで、旧神の印の効果を受ける。
リチャードはミスクアマカスによって異次元へと追放されるが、時代を経て舞い戻り、子孫の肉体を狙う。19世紀のアリヤの憑依には失敗するが、20世紀にはアンブローズに憑依して乗っ取り、また嗅ぎ回るスティーブンを殺している。
過去のダニッチで複数の人物に憑依して暗躍し、ウェイトリー家やビショップ家の妖術にも関与していた。
クアミス
アンブローズが、2章以降で雇ったインディアンの男。同名の人物が前世紀のアリヤに仕えており、さらに似た名前の人物がリチャードと関係があった。「御主人さま」が子孫の肉体に宿って復活したことに連動して、クアミスも帰還した。
クアミスとミスクアマカスの2人の関係性が曖昧で難解になっており、作中でははっきりしておらず、森瀬繚は「作中で示唆される両者の関係性は、いささか混乱して無理が感じられる」と評している。
グレアム・マスタートンの小説で映画にもなった『マニトウ』は、リチャードとミスクアマカスを1人に集約したうえでミスクアマカスの方をメインにアレンジしている。

### 過去の登場人物
リチャード・ビリントン
18世紀の魔術師。ビリントンの森の大地主。
ミスクアマカス
ワンパノーグインディアンの老呪術師。リチャードの師であり、彼を封印したと伝わる。
アリヤ・ビリントン
アンブローズ・デュワートとスティーブン・ベイツの四代前の先祖。ビリントンの森と丘一帯の地主。地域の者に恐れられており、1807年に突然英国に移住した。容姿は子孫のアンブローズと瓜二つ。
リチャードに憑依されかけ、連続失踪事件を引き起こすが、出し抜いて彼を封印する。子孫にマサチューセッツの屋敷を相続にあたっての奇妙な遺言を残す。
ラバン・ビリントン
アリヤの息子であり、アンブローズとスティーブンの先祖。11歳で父と共に屋敷を離れる。日記を残しており、丘から怪しい音を聞いたことを記録されていたほか、一部が不自然に破り取られていた。
クアミス
アリヤの従者。ナラガンセットインディアンを自称する。ラバン少年の守役であったほか、夜にはアリヤの手伝いをしていた。
ウォード・フィリップス師
アーカムの牧師。「ニューイングランドにて異形の悪魔のなせし邪悪なる妖術につきて」という著書を出した。
1807年ごろ、ビリントンの森から聞こえる怪音を、同調者ドゥルーヴェンと共に非難する。調査のために、ビリントン邸を訪れ、何事もなく帰るが、記憶を消されたとおぼしく不自然な振舞をとり、その後は態度を一転させて己の著書を回収して破棄した。
モチーフはコットン・マザー牧師であり、1692年のセイラム魔女裁判に関わった人物である。また名前はハワード・フィリップス・ラヴクラフト（Howard Phillips Lovecraft）のオマージュである。クトゥルフ神話においては、同名の人物が複数登場し、HPL『銀の鍵の門を越えて』、HPL&ダーレス『アルハザードのランプ』にみられる。
ジョン・ドゥルーヴェン
書評家。ビリントンの森から聞こえる音を激しく非難する。ようやく許可を得て森を調べに赴くが、帰路で失踪して半年後にインスマスで遺体で発見される。
ジョナサン・ビショップ
ニューダニッチ（後のダニッチ）の住人。アリヤの仲間であったが、召喚した魔物を御しきれず、自滅する。

### 1923年の登場人物
ビショップ夫人
ダニッチ在住の老婆。ワンパノーアグ族とナラガンセット族のインディアンの血を引く。信仰はプロテスタント。
ジョナサン・ビショップの死後に生まれた孫。1章ではアンブローズの訪問を受けて、アリヤについて知っていることを説明する。2章ではスティーブンを相手に、より掘り下げた説明を行う。
ダニッチのビショップ一族の一人であり、ダーレスの他作品には同姓の人物達が登場する。
ジャイルズ夫人
ダニッチに住む、魔女の末裔。アリヤの肖像画を持っていた。
アーミティッジ・ハーパー博士
ミスカトニック大学の歴史教授・先代図書館長。マサチューセッツ史の専門家。スティーブン・ベイツの知人であり、彼をラファム博士に取り次ぐ。
別作者による3章分岐ルート『The Round Tower』で主人公になる。
レム・ウェイトリイ
2章でビリントン屋敷を探りに来た若者。掘り下げもない脇役にすぎなかったが、『The Round Tower』ではアンブローズの手先になる。

## 用語・舞台

### 異界の存在
オサダゴワア
邪神。名前は「サドゴワアの仔」という意味であり、サドゴワアはツァトゥグァを指す。だがそれは名前だけであり、本作においては実態はヨグ＝ソトースであるらしい。リチャードに召喚されて空から現れ、彼を喰い尽くしたと伝わるが、真偽は怪しい。本作の時点では設定が混乱しており、後にリン・カーターにより整理される。
別作者による3章分岐ルート『The Round Tower』では、ヨグ＝ソトースにならず、一貫してオサダゴワアとしてストーリーが進む。
ヨグ＝ソトース
「戸口に潜むもの」。虹色の球体の集積物という仮面をもち、触角ある無定形の怪物として顕現する。目撃したウィンフィールドは、小太陽と表現した。
この邪神の姿を触角ある無定形の怪物とするのは、ダーレスのオリジナルである。ラファム博士の解説によると最強の旧支配者だという。また、世界各地で目撃例のあるUFOの正体はヨグ＝ソトースだと解説されている。
ナイアーラトテップ
アンブローズの詠唱に登場し、2章終盤にて暗黒の儀式を経て召喚される。
複数の顕現をとり、無定形の怪物、フルートを奏でる2体の蛙、翼ある魔物などが同時に現れる。これらについては作中では複数の文献で言及されているとされ、「ネクロノミコン」では「無貌」、「妖蛆の秘密」では「なべて見る眼」、「無名祭祀書」では「触角に飾られたる」と記される。旧支配者が復活したあかつきには、彼らと配下に言葉をもたらすと予言されている。
忌まわしき狩人 / 狩り立てる恐怖 / Hunting Horrors
クトゥルフ神話TRPGにおいて、ナイアーラトテップの配下とされる生物。本作品の第2章終盤でアンブローズが召喚した魔物のこと。「巨大な翼あるマムシ」と形容される。
作中3章のラファム博士の解説によるとナイアーラトテップの変幻自在の顕現体の一つのようだが、TRPGではナイアーラトテップの使い魔とされている。名前はHPLの『未知なるカダスを夢に求めて』に登場した言葉「狩りたてる無定形の恐怖の配下ども」（大瀧啓裕訳）に由来する。要するに、名無しの怪物を、TRPG用に設定を固めたものであり、TRPGルールブックの解説でも一貫性がない。
イタカ
風の存在。アリヤに召喚され、連続失踪事件を起こす。犠牲者は、失踪して数か月間生きていた後に死体で見つかるという特徴があり、また遺体には高所からの落下と急激な温度変化を受けた形跡が残る。のだが、オサダゴワアの話なので状況が混迷している。
ネクロノミコン
本作では2冊登場する。1冊目はアリヤの私家版であり、複数の写本をつぎはぎしたもの。2冊目はミスカトニック大学付属図書館収蔵の、17世紀のオラミス・ウォルミウスのラテン語版。3章でラファム博士が読んでおり、また『ダニッチの怪』に登場する本でもある。

### 地理
ビリントンの森
アーカムの北に位置する樹海。ビリントン家の地所。アリヤは、相続にあたっての奇妙な遺言を残した。
蛙と蛍と夜鷹ウィップァーウィルヨタカが多く生息する。これらの生物が活発化するときは、異次元の存在が活動している。
| 「                                                           | 島の廻りを流れる水を止めることなかれ、塔をいかようにも乱すことなかれ、石に懇願することなかれ。怪しの時と所に通じる扉を開けることなかれ、戸口に潜みしものを招くことなかれ、丘に呼びかけることなかれ。蛙なかんずく塔と館の間なる沼地におりし食用蛙を悩ますことなかれ、蛍を悩ますことなかれ、夜鷹として知らるる鳥を悩ますことなかれ、彼のもの鍵と監視を放棄することなきようにせんがためなり。神変する窓に触れることなかれ、窓をいかようにも改変することなかれ。塔および島をいささかなりとも乱さず、また破壊する以外窓に如何なる手を加えぬことを証する条項を入れることなく、地所を売却あるいは処分することなかれ。 | 」 |
| — （クト6『暗黒の儀式』第一章「ビリントンの森」、143頁より） | |    |

塔
円筒形の石造りの塔。高さ大略20フィート（6.1メートル）、幅12フィート（3.6m）。かつては上部に開口部があったようだが、塞がれている。もとは河の中の小島だった場所に立っている。周囲を環状列石に囲まれている。枯れた河の名は、ミスクアマカス河といい、ミスカトニック河の支流にあたる。
暗黒の儀式のための召喚器。アリヤによって旧神の印（五芒星形の石）で封印が施されていたが、騙されたスティーブンが封印を解く。

## 収録
- 青心社版：大瀧啓裕訳
  - 単行本『クトゥルー3 暗黒の儀式』（1982）絶版
  - 文庫版『暗黒神話大系シリーズ クトゥルー6』（1989）

## 関連作品

### HPL作品
チャールズ・ウォードの奇怪な事件
HPLによる妖術師・ヨグ＝ソトース物語。作中時1928年。
ダニッチの怪
HPLによるヨグ＝ソトース・妖術師物語。作中時1928年。HPLのダニッチとダーレスのダニッチは位置が異なる。

### その他の作品
超時間の恐怖：邦訳『クトゥルーの子供たち』
リン・カーターによる連作。『陳列室の恐怖』（作中時1929年）にウィンフィールドとラファム博士が再登場し、『ウィンフィールドの遺産』（作中時1936年）ではウィンフィールドが主人公となる。
さらにロバート・M・プライスが完結編『悪魔と結びし者の魂』を書いており、位置づけは『暗黒の儀式』3章ではなく『The Round Tower』の後日談である可能性が高い。またクアミスに似たキャラクターが登場する。
星から来て饗宴に列するもの、ヴァーモントの森で見いだされた謎の文書
リン・カーターによる神話作品。オサダゴワアを題材とする。
マニトウ
グレアム・マスタートンが1976年に発表したホラー小説。人面疽ホラー。続編もあり、また1978年には映画にもなった。
『暗黒の儀式』の影響を色濃く受けており、ミスカマカスというインディアンの悪霊が登場する。